# 小行星2836
小行星2836（2836 Sobolev）是一颗围绕太阳公转的小行星。1978年12月22日，尼古拉·切爾尼赫在克里米亚发现了此天体。
該小行星以俄羅斯天體物理學家維克托·索博列夫命名。
这颗小行星的绝对星等为319.6153216318088等。